# Treasure (노래)
〈Treasure〉는 미국의 가수이자 작곡가인 브루노 마스가 그의 두 번째 스튜디오 음반인 《Unorthodox Jukebox》 (2012년)를 위해 작곡한 노래이다. 〈Treasure〉는 필립 로렌스, 아리 레빈, 프레들리 브라운과 함께 마스가 직접 작곡했고, 프로듀싱은 스미징턴스의 이름으로 마스, 로렌스, 레빈이 맡았다. 브레이크봇의 〈Baby I'm Yours〉와 공유된 유사성 때문에, 새로운 작곡 크레딧이 추가되었다. 이 노래는 애틀랜틱 레코드에 의해 세 번째 싱글로 선정되었고, 2013년 5월 10일 이탈리아에서 처음 방송되었다.
그 싱글은 2010년 그의 아티스트로서의 경력이 시작된 이후 미국에서 7번째 톱 10 히트곡이 되었다. 또한 오스트레일리아, 캐나다, 프랑스, 이스라엘, 그리고 뉴질랜드와 같은 나라들에서 톱 10에 올랐고, 리비아, 멕시코, 그리고 남아프리카 공화국의 차트에서 정상에 올랐다. 〈Trease〉는 마이클 잭슨의 음악과 비교하면서, 거의 아티스트가 되살아나지 않은 펑크와 디스코 분위기로 미디어의 주목을 받았다.
이 싱글은 미국 음반 산업 협회에 의해 5회 플래티넘 인증을 받았고, 오스트레일리아 음반 산업 협회와 뮤직 캐나다에 의해 2회 플래티넘 인증을 받았다. 이 노래의 동반 뮤직 비디오는 2013년 6월 14일 할리우드 라스베이거스에서 카메론 더디와 마스에 의해 촬영되었고 초연되었다. 이 비디오는 마스의 밴드 훌리건스를 라이브 공연으로 보여준다.

## 배경 및 제작
롭 르돈과의 인터뷰에서 필립 로렌스는 이 노래에 대한 영감을 설명했다. "글쎄요, 우리가 Doo-Wops와 함께 투어를 한 후 배운 것은 우리가 공연할 때 무대에서 느끼는 느낌이었습니다. 우리는 재미있고, 춤추고 파티하는 것을 좋아하며, 첫 번째 음반에서 그것을 많이 하지는 못했습니다. 심지어 축제에 가서 콜드플레이나 브루스 스프링스틴과 같은 큰 밴드가 라이브로 공연하는 것을 보는 것을 보면서 우리는 우리가 무언가 재미있는 것을 원한다는 것을 두 번째로 알았습니다. 그것은 밴드 전체가 일어나서 잼을 할 수 있고 어스, 윈드 & 파이어 같은 순간을 가질 수 있는 그런 종류의 노래입니다."
〈Treasure〉는 스미징턴스가 브루노 마스의 두 번째 스튜디오 음반인 《Unorthodox Jukebox》를 위해 작곡하고 제작한 11곡 중 하나이며, 프레들리 브라운이 추가로 작곡했다. 그것은 매니 마로퀸에 의해 할리우드의 래러비 사운드 스튜디오에서 믹싱되었다. 아리 레빈은 캘리포니아주의 레브콘 스튜디오에서 그 트랙을 녹음했다. 찰스 모니즈는 그 노래의 추가 엔지니어 역할을 했다. 그것은 아스터링 플레이스에서 데이비드 쿠치에 의해 마스터링되었다.
2012년 12월, 프랑스의 일렉트로닉 아티스트인 브레이크봇은 에드 뱅거 레코드를 통해 2010년에 발매된 〈Treasure〉와 자신의 자작곡 〈Baby I'm Yours〉의 유사성에 대해 마스에게 트위터에 올렸다. 2013년 5월, 타이니 믹스 테이프에서 인터뷰를 하던 중 브레이크봇은 뮤직의 사장이 1년 전에 마스가 〈Baby I'm Yours〉를 커버하고 싶다고 언급한 적이 있다고 설명했다. 브레이크봇은 음반을 마치느라 바빴기 때문에, "그런 일은 일어나지 않았다." 브레이크봇은 〈Treasure〉를 자신의 노래를 "바가지"로 불렀지만, 그는 "멋졌다"고 말했다. 그는 또한 "여기저기서 많은 비트를 빼앗은" 자신의 음악에 많은 영향을 미쳤다고 설명했다. 이 노래는 티보 베를랑과 크리스토퍼 칸을 포함한 새로운 작곡 크레딧에 다시 등록되었다.

## 포맷 및 곡 목록
- CD 싱글[7]

1. "Treasure" – 2:56
2. "Locked Out of Heaven" (Paul Oakenfold Remix) – 5:17

- 디지털 다운로드 – 리믹스 EP[8]

1. "Treasure (Sharam radio remix)" – 3:41
2. "Treasure (Audien radio edit)" – 3:52
3. "Treasure (Cash Cash radio mix)" – 3:28
4. "Treasure (Robert DeLong radio edit)" – 2:58
5. "Treasure (Bailey Smalls radio edit)" – 3:32

## 인증
| 국가 | 인증        | 판매량/출하량 |
| --- | ----------- | ------------- |
| 오스트레일리아 (ARIA) | 2× 플래티넘 | 140,000^      |
| 벨기에 (BEA) | 골드        | 15,000*       |
| 캐나다 (뮤직 캐나다) | 2× 플래티넘 | 160,000*      |
| 프랑스 (SNEP) | 골드        | 75,000*       |
| 독일 (BVMI) | 골드        | 150,000^      |
| 이탈리아 (FIMI) | 플래티넘    | 30,000*       |
| 멕시코 (AMPROFON) | 2× 플래티넘 | 120,000*      |
| 뉴질랜드 (RMNZ) | 플래티넘    | 15,000*       |
| 스위스 (IFPI 스위스) | 골드        | 15,000^       |
| 영국 (BPI) | 플래티넘    | 600,000       |
| 미국 (RIAA) | 5× 플래티넘 | 5,000,000     |
| 스트리밍 |             |               |
| 덴마크 (IFPI Danmark) | 플래티넘    | 2,600,000     |
| *판매량을 기반으로 한 인증 · ^출하량을 기반으로 한 인증 · 판매량+스트리밍을 기반으로 한 인증 · 스트리밍을 기반으로 한 인증 |             |               |